# Григорий Орологас
 Тази статия е за струмишкия и кидонийски митрополит.  За самоския и димитриадски вижте Григорий Орологас (димитриадски митрополит).  
Григорий (на гръцки: Γρηγόριος, Григориос) е гръцки духовник, струмишки митрополит (1902 – 1908) и деец на гръцката въоръжена пропаганда в Македония, кидонийски митрополит (1908 - 1922). Убит е от турската армия в края на Гръцко-турската война в 1922 година.

## Биография

### Ранни години
Роден е като Анастасиос Орологас Саатчиоглу (Αναστάσιος Ωρολογάς Σαατσόγλου) в 1864 година в малоазийския град Магнисия, тогава в Османската империя. Учи в Магнисия. В 1882 - 1889 година учи в богословското училище на Халки, издържан от митрополит Агатангел Ефески. В семинарията превежда фамилията си на гръцки като Орологас (Ωρολογάς). В последната година на учението си дякон, а в 1891 година е ръкоположен за свещеник. Получава монашеското име Григорий. Служи в Солунската (1892 - 1894), Сярската (1894 - 1901) и Драмската епархия, на която в 1901 – 1902 година е протосингел.
Григорий е сред първите проповедници, които използват димотики в проповедите си. Работата на Григорий в Македония съвпада с нарастването на българо-гръцкия училищен, църковен, а по-късно и въоръжен сблъсък. В Драма Григорий сътрудничи на митрополит Хрисостом. В 1893 - 1894 година е директор на Солунската гръцка гимназия.

### Струмишки митрополит
На 12 октомври 1902 година е избран и на 3 ноември в патриаршеската катедрала „Свети Георги“ е ръкоположен за митрополит на Струмишката епархия. Ръкополагането му е извършено от митрополит Йоаким Ефески в съслужение с митрополитите Прокопий Драчки, Никодим Воденски, Никифор Литицки и Панарет Галиполски. В Струмица, където Григорий развива активна дейност срещу българското училищно дело и Вътрешната македоно-одринска революционна организация. В 1905 година български комити правят неуспешен опит да го убият на връщане от гъркоманското село Габрово. Митрополитът се спасява, но четирима негови служители са ранени.
На 22 юли 1908 година под натиск от османското правителство Патриаршията е принудена да смени Григорий.

### Кидонийски митрополит
На 22 юли 1908 година Патриаршията премества Григорий в новосъздадената Кидонийска епархия с център Айвалък (на гръцки Кидониес), откъсната от Ефеската епархия на 22 април 1908 г. Инаугурацията на Григорий е на 8 септември в митрополитската църква „Успение Богородично“ в Айвалък. По време на първите си години на Кидонийската катедра Григорий подкрепя развоя на учебното и благотворителното дело в района. Активно се опитва да възпира османските власти в преследването на местните гърци. В резултат на свои протести успява да освободи няколко затворници. По време на Първата световна война е обвинен в държавна измяна. Макар и признат за невинен от военен съд, той е затворен през септември 1917 година и едва след капитулацията на Османската империя е освободен и се връща в Айвалък. Григорий се опитва да помогне на местните гърци срещу натиска на антигръцките османски политики, които се увеличават драматично и създават всеобщ хаос и нестабилност.
През май 1919 година гръцката армия овладява контрола на района с одобрението на великите сили и Айвалък става част от Смирненската окупационна зона. След разгрома във войната с Турция, гръцките части се изтеглят от района през август 1922 година. Преди овладяването на града от турците Григорий предлага на местната община да се предприемат незабавни действия за евакуация на цивилното население, но предложението му е отхвърлено. На 20 август турците влизат в града и е обявено военно положение. През следващите дни всички възрастни мъже са арестувани и изпратени в трудови батальони във вътрешността на Анадола, където повечето от тях умират.
Григорий успява да преговаря с турските военни власти и те позволяват на част от цивилното население да отпътува за Гърция. На 30 септември докато той следи отплаванията е арестуван заедно с останалия местен клир. На 3 октомври са изведени извън града и екзекутирани. Според свидетели Григорий умира от сърдечен удар, докато са го погребвали жив.
Обявен е за светец, новомъченик.